# Romain Mathéou
Romain Mathéou, né le 8 novembre 1988 à Auch (Gers), est un coureur cycliste français.

## Biographie
Romain Mathéou commence le cyclisme à l'Union vélocipédique Auch-Gers-Gascogne (UVA), dont son père Patrick Mathéou est président. Il y passe six ans, puis rejoint l'UC Nantes Atlantique.
À la fin de l'année 2008, il signe son premier contrat professionnel avec la nouvelle équipe Besson Chaussures-Sojasun, pour les saisons 2009 et 2010. Il y rejoint le directeur sportif Nicolas Guillé, jusqu'alors entraîneur de l'UC Nantes Atlantique. Début octobre 2010, il prend la quatrième place de Paris-Bourges.
Non-conservé par Saur-Sojasun à l'issue de la saison 2011, il rejoint l'équipe continentale Véranda Rideau-Super U.
Pour la saison 2013, Romain Mathéou s'est engagé avec l'équipe Océane U-Top 16.

## Palmarès et classements mondiaux

### Palmarès
- 2008
  - Boucles de la Loire
  - 3e étape des Deux jours cyclistes de Machecoul
  - 2e de la Ronde mayennaise
- 2010
  - Prologue du Tour Alsace (contre-la-montre par équipes)
- 2012
  - Grand Prix d'Availles-Limouzine
  - 2e de Paris-Mantes-en-Yvelines
  - 2e du Circuit des plages vendéennes
  - 2e du Prix de Beauchamps
- 2013
  - Grand Prix d'Availles-Limouzine
  - 1re étape du Kreiz Breizh Elites

### Classements mondiaux
| Année           | 2010 | 2011 | 2012 | 2013 |
| --------------- | ---- | ---- | ---- | ---- |
| UCI Asia Tour   | 345e |      |      |      |
| UCI Europe Tour | 523e |      | 327e | 736e |